# Бирюлин, Гавриил Михайлович
Гавриил (Гаврила) Михайлович Бирю́лин (13 марта 1911 — 18 февраля 1979) — советский учёный-океанолог, штурман дальнего плавания, кандидат географических наук, писатель.

## Биография
Детство провёл во Владивостоке, был беспризорником. Работал грузчиком в порту Николаевска-на-Амуре, затем ходил в гидрологическую экспедицию. Перед Великой Отечественной войной окончил Московский гидрометеорологический институт, получив назначение, вернулся во Владивосток.
В 1948 году поступил в Тихоокеанский научно-исследовательский институт рыбного хозяйства и океанографии (ТИНРО), впоследствии работал заведующим лаборатории промысловой океанографии этого института. Занимался изучением дальневосточных морей, особенно Японского, защитил кандидатскую диссертацию, посвящённую океанографии пролива Лаперуза. Трудился также в ДВНИГМИ. Похоронен на Лесном кладбище Владивостока, там же в 2014 году похоронен его пасынок профессор Л. П. Якунин.

## Творчество
Автор многих работ по океанологии.
Литературное творчество также посвящено морской тематике.
Первая книга — сборник рассказов «В штормовой вечер» (1955).
Автор научно-фантастического романа «Море и звезды» (1962; в исправленном виде — 1968). Действие романа происходит в XXI веке, он описывает общество побеждающего коммунизма. Человечество использует понтонные острова в океане для разведения сельскохозяйственных культур, посылает экспедицию на Марс, которая находит марсиан, и т. д.

## Публикации

### Книги
- Бирюлин Г. М. В штормовой вечер. — Владивосток: Приморское книжное издательство, 1955. — 88 с.
- Бирюлин Г. М., Фукс В. Р. Океанография в морском промысле. — Владивосток: Приморское книжное издательство, 1958. — 68 с.
- Бирюлин Г. М. Море и звезды. — Владивосток: Приморское книжное издательство, 1962. — 212 с. — 30 000 экз.
- Бирюлин Г. М. Жизнь среди волн. — Владивосток: Дальневосточное книжное издательство, 1965. — 177 с.
- Бирюлин Г. М. Море и звезды. — Владивосток: Дальневосточное книжное издательство, 1968. — 180 с. — 50 000 экз.
- Бирюлин Г. М. Беседы о море. — Владивосток: Дальневосточное книжное издательство, 1968. — 86 с.
- Бирюлин Г. М. Жизнь среди волн. — Владивосток: Дальневосточное книжное издательство, 1975. — 177 с.

### Статьи
- Бирюлин Г. М., Сомов М. М. Влияние дрейфа на ледовитость моря Лаптевых. // Проблемы Арктики. 1940. — Т. 7—8. — С. 5-12
- Бирюлин Г. М., Фукс В. Р. Внутренние волны Японского моря. // Гидрол. справ. Японского моря, 1955
- Бирюлин Г. М. Внутренние волны как фактор распределения организмов в пелагиали // Известия Тихоокеанского научно-исследовательского института рыбного хозяйства и океанографии. — Владивосток, 1955. — Т. 43. — С. 208—210
- Бирюлин Г. М., Винокурова Т. Т. Об исследовании течений в открытом море. // Известия Тихоокеанского научно-исследовательского института рыбного хозяйства и океанографии . — Владивосток, 1957. — Т. 44. — С. 261—265
- Бирюлин Г. М., Бирюлина М. Г., Микулич Л. В., Якунин Л. П. Летние модификации вод залива Петра Великого // Тр. ДВНИГМИ. — 1970. — Вып. 30. — С. 286—299.